# Павлова Людмила Іванівна
Людмила Іванівна Павлова (нар. 15 жовтня 1954, м. Тернопіль) — український майстер художніх народних промислів. Член Національної спілки майстрів народного мистецтва України. Заслужений майстер народної творчості України (2016).

## Життєпис
Людмила Павлова народилася 15 жовтня 1954 року в місті Тернополі.
Закінчила Ленінградський хіміко-фармацевтичний інститут. Працювала провізором.

## Творчість
З дитинства захоплювалася вишиванням. Від 2000 року займається бісероплетінням, а 2010 — лялькою.
Учасниця всеукраїнських виставок.

## Нагороди
- Заслужений майстер народної творчості України (4 березня 2016) — за значний особистий внесок у соціально-економічний, науково- технічний, культурно-освітній розвиток Української держави, зразкове виконання службового обов’язку та багаторічну сумлінну працю[1];
- Тернопільська обласна премія імені Ярослави Музики (2013)[2];
- Лауреат обласного конкурсу аматорів образотворчого мистецтва імені Олени Кульчицької в номінації «Декоративно-прикладне мистецтво» (2024)[3].